# Parabita
Parabita is een gemeente in de Italiaanse provincie Lecce (regio Apulië) en telt 9346 inwoners (31-12-2004). De oppervlakte bedraagt 20,8 km², de bevolkingsdichtheid is 449 inwoners per km².

## Demografie
Parabita telt ongeveer 3532 huishoudens. Het aantal inwoners daalde in de periode 1991-2001 met 4,8% volgens cijfers uit de tienjaarlijkse volkstellingen van ISTAT.
| Jaar | Inwoneraantal |
| ---- | ------------- |
| 1991 | 10.039        |
| 2001 | 9.557         |

## Geografie
Parabita grenst aan de volgende gemeenten: Alezio, Collepasso, Matino, Neviano, Tuglie.